# Pelochrista sordicomana
Pelochrista sordicomana är en fjärilsart som beskrevs av Otto Staudinger 1859. Pelochrista sordicomana ingår i släktet Pelochrista och familjen vecklare. Inga underarter finns listade i Catalogue of Life.